# 3e sessie van de Commissie voor het Werelderfgoed

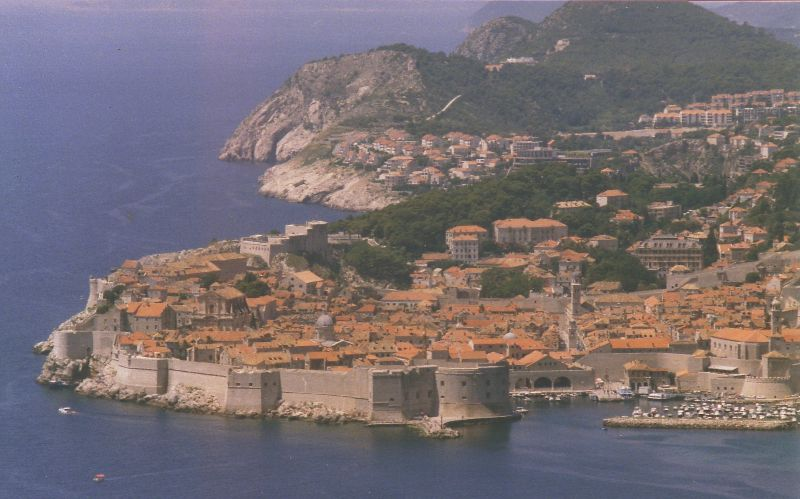
Dubrovnik

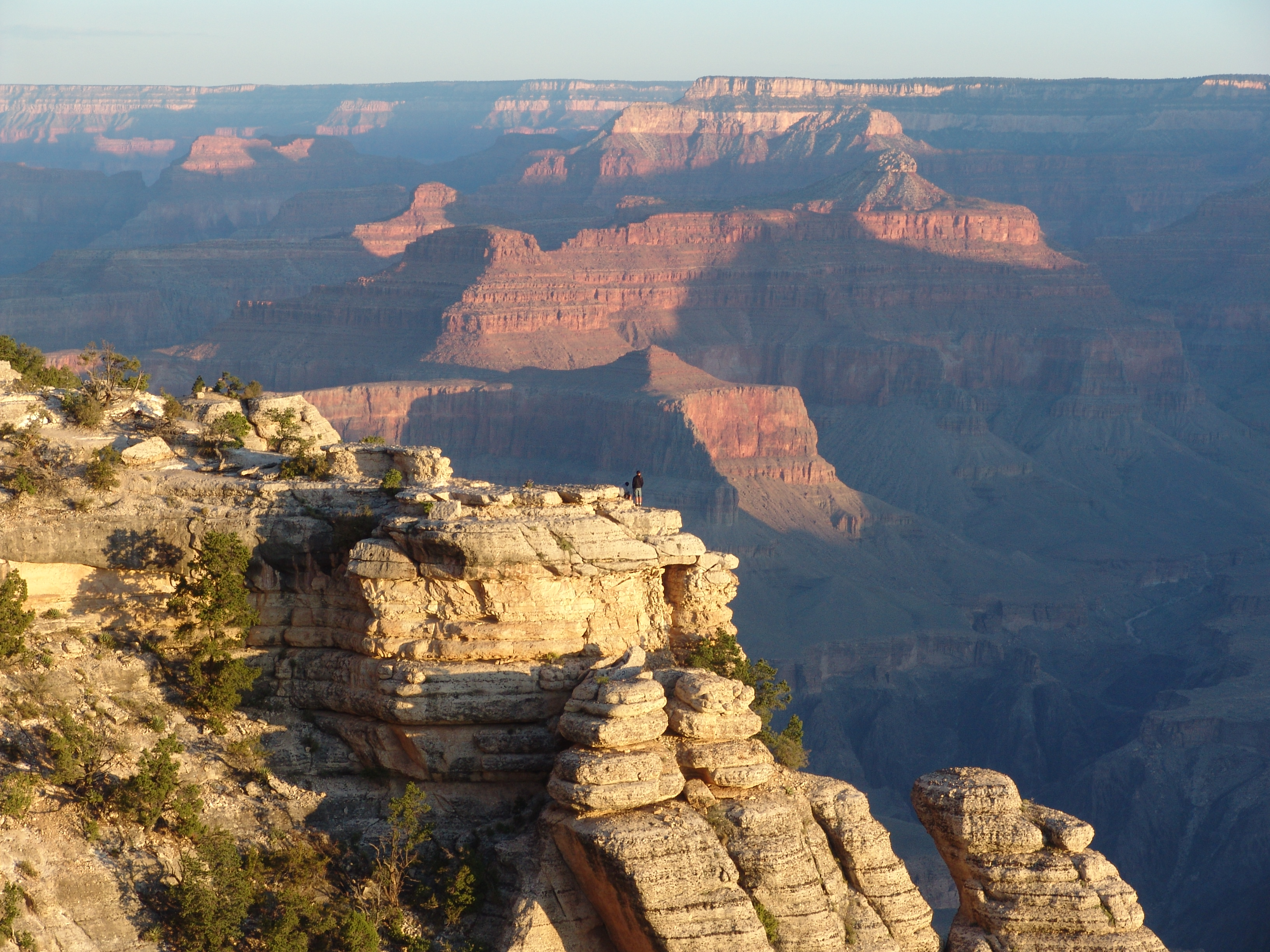
Nationaal Park Grand Canyon

De 3e sessie van de Commissie voor het Werelderfgoed vond van 22-26 oktober 1979 plaats in Caïro en Luxor in de Egypte. Er werden 45 nieuwe locaties aan de lijst toegevoegd. Op de rode lijst werd één locatie toegevoegd. Het totale aantal inschrijvingen komt hiermee op 57 (42 cultureel erfgoed, 13 natuurlijk erfgoed en 2 gemengde).

## Wijzigingen in 1979

### Nieuw

#### Cultuur
- Bulgarije: Boyanakerk in Sofia
- Bulgarije: Ruiter van Madara
- Bulgarije: Rotskerken van Ivanovo
- Bulgarije: Thracisch graf van Kazanlak
- Egypte: Memphis en zijn necropolis: de piramidevelden van Gizeh tot Dahshur
- Egypte: Oud Thebe en zijn necropolis
- Egypte: Nubische monumenten van Aboe Simbel tot Philae
- Egypte: Historisch Caïro
- Egypte: Abu Mena
- Ethiopië: Fasil Ghebbi
- Frankrijk: Mont Saint-Michel en omliggende baai (uitgebreid in 2007)
- Frankrijk: Kathedraal van Chartres
- Frankrijk: Paleis en park van Versailles (uitgebreid in 2007)
- Frankrijk: Basiliek van Vézelay op de Colline Eternelle (uitgebreid in 2007)
- Frankrijk: Prehistorische locaties en beschilderde grotten in de Vézèrevallei
- Ghana: Forten en kastelen, Volta, Groot-Accra en de centrale en westelijke regio's
- Guatemala: Antigua Guatemala
- Iran: Chogha Zanbil
- Iran: Persepolis
- Iran: Plein van de Emam, Isfahan
- Italië: Rotstekeningen in Valcamonica
- Kroatië: Oude stad Dubrovnik (uitgebreid in 1994)
- Kroatië: Historisch complex van Split met het paleis van Diocletianus
- Montenegro: Natuurlijke en cultuurhistorische omgeving van Kotor, ook onmiddellijk toegevoegd op de lijst van bedreigd werelderfgoed, gekend als de rode lijst.
- Nepal: Kathmandu-vallei
- Noorwegen: Staafkerk van Urnes
- Noorwegen: Bryggen
- Polen: Auschwitz-Birkenau: Duits nazi concentratie- en vernietigingskamp (1940-1945)
- Servië: Stari Ras en Sopocani
- Syrië: Oude stad Damascus
- Tunesië: Amfitheater van El Djem
- Tunesië: Carthago
- Tunesië: Medina van Tunis
- Verenigde Staten van Amerika: Independence Hall

#### Natuur
- Canada: Provinciaal park Dinosaur
- Canada / Verenigde Staten van Amerika: Kluane / Wrangell-St. Elias (uitgebreid in 1992 en 1994)
- Congo: Nationaal park Virunga
- Kroatië: Nationaal park Plitvicemeren (uitgebreid in 2000)
- Nepal: Nationaal park Sagarmatha
- Polen / Wit-Rusland: Woud van Białowieża (uitgebreid in 1992)
- Tanzania: Beschermd gebied van Ngorongoro (uitgebreid in 2010)
- Verenigde Staten van Amerika: Nationaal park Grand Canyon
- Verenigde Staten van Amerika: Nationaal park Everglades

#### Gemengd
- Guatemala: Nationaal park Tikal
- Macedonië: Natuurlijk en cultureel erfgoed van de regio Ohrid (uitgebreid in 1980)

1977 · 
1978 · 
1979 · 
1980 · 
1981 · 
1982 · 
1983 · 
1984 · 
1985 · 
1986 · 
1987 · 
1988 · 
1989 · 
1990 · 
1991 · 
1992 · 
1993 · 
1994 · 
1995 · 
1996 · 
1997 · 
1998 · 
1999 · 
2000 · 
2001 · 
2002 · 
2003 · 
2004 · 
2005 · 
2006 · 
2007 · 
2008 · 
2009 · 
2010 · 
2011 · 
2012 · 
2013 · 
2014 · 
2015 · 
2016 · 
2017 · 
2018 · 
2019 · 
2020-2021 ·
2022-2023 ·
2024 ·
2025